# Unités de protection de la plaine de Ninive
Pour les articles homonymes, voir NPU.
Les Unités de protection de la plaine de Ninive (syriaque : ܚܕܝ̈ܘܬ ܣܬܪܐ ܕܫܛܚܐ ܕܢܝܢܘܐ Ḥḏāywāṯ Settārā da-Šṭāḥā d-Nīnwē; arabe : وحدات حماية سهل نينوى; anglais : Nineveh Plain Protection Units), abrégé en NPU, sont une organisation militaire créée en 2015 afin de défendre les chrétiens assyriens et chaldéens d'Irak contre les djihadistes de l'État islamique.

## Histoire
Les NPU sont formées début 2015. Le groupe est commandé par Benham Aboush, ancien général de brigade de l'armée de l'air irakienne,, venu en France en 2011 pour suivre une formation militaire.
À sa formation, le groupe ne compte que 15 hommes. Mais en 2016 et 2017, il en compte 500, sans compter 2 850 autres en réserve,. Elle participe à bataille de Mossoul en 2016. Une centaine d'hommes du groupe sont déployés à Qaraqosh le 23 octobre 2016, au lendemain de sa reconquête par l'armée irakienne.
Les combattants sont entraînés par les Américains et armés par l'armée irakienne. Ils sont également payés 400 dollars par mois par l'État irakien.
En février 2015, Yohanna Petros Mouche, archevêque syro-catholique de Mossoul, se rend dans un camp d’entraînement et en bénit les membres.